# 城巴798線
城巴798線是香港的一條巴士路線，特快來往將軍澳（調景嶺站）及火炭（駿洋邨），來回程途經將軍澳隧道、觀塘繞道及大老山隧道，獲冠名為「將沙線」。
本線另設3條輔助特別路線:
- 城巴798A線在星期一至五早上繁忙時間於康盛花園單向開往沙田站，黃昏繁忙時間則以沙田市中心單向開往康盛花園。

- 城巴798P線在星期一至五早上繁忙時間來往將軍澳工業邨及大圍站。

- 城巴798X線在星期一至五繁忙時間來往將軍澳工業邨及火炭（駿洋邨）。

本路線於《2010-2011年度巴士路線發展計劃》（西貢區及沙田區）首次提出，原先預計2010年7月投入服務，不過因沙田及西貢區議員在細節上未能達致共識，開辦日期一拖再拖，最終於2010年10月10日起正式投入服務。

## 開辦背景
1980年代中後期，香港政府在將軍澳移山填海，發展將軍澳新市镇，其後人口不斷上升。自1990年末期起，有區議員及地區團體不斷爭取開辦來往將軍澳及沙田的直達巴士服務，但運輸署及九巴卻以居民可往觀塘轉車及客量需求不足為理由拒絕，隨著運輸署大力推動巴士轉乘計劃，九巴先後於2000年3月26日及2001年3月25日推出九巴296A及98A與6條新界路線的八達通轉乘優惠（其後轉乘優惠更擴展至多條觀塘來往新界的巴士路線），令開辦將軍澳至沙田巴士線的建議幾乎無法實行。
踏入21世紀，不斷出現將軍澳直達沙田市中心及火炭工業區的居民巴士服務（NR21、NR27、NR212），而九巴98A及296A轉乘新界路線的八達通轉乘計劃大受居民歡迎，因而構成實質來往將軍澳及沙田的乘客需求，將軍澳居民及區議員並沒有放棄爭取一程直達的巴士路線，加上有觀塘區議員不滿將軍澳轉車乘客「霸佔」沙田至觀塘巴士路線（80、80X、89、89B、89X）的主要客源，故此在《2010-2011年度巴士路線發展計劃》（西貢及沙田區），運輸署首次提出建議開辦本線，由新巴營運以防止九巴壟斷及引入競爭，來往調景嶺及火炭，途經尚德邨、將軍澳市中心、坑口、寶林、將軍澳隧道、觀塘繞道、大老山隧道、沙角邨、沙田市中心，同時建議取消客量偏低的796B及797M，將資源調派於本線。
根據相關立法會文件，運輸署因應區議會意見，已作出修訂方案，將新路線在沙田首班車的開出時間由09:50提早至07:30，並提供轉乘優惠。但因沙田區議會在細節上未能達致共識，有部份區議員仍要求繞經愉翠苑一帶，令開辦日期一拖再拖。經過多輪區議會及運輸署、新巴聯席會議商討後，最終本線於2010年10月10日起投入服務，796B停止服務，797M縮短路線至將軍澳站並削減班次。

## 歷史
- 2010年10月10日：本線正式投入服務，調景嶺站開06:40-21:00，火炭開07:30-23:30。
- 2010年11月8日：平日早上加密班次。
- 2010年12月13日：提早星期一至五由調景嶺站開出之頭車時間至06:20，並全面加密平日繁忙時間、周六及假日之班次。
- 2011年4月18日：提早調景嶺站開出之頭車時間至06:00，尾車延長至22:20，並加密平日繁忙時間班次至15分鐘一班[8]。
- 2011年農曆新年，本線首次在農曆大除夕晚上延長服務時間至翌日凌晨；2012年農曆新年，該項在農曆大除夕延長時段的服務首次被分拆出來，成為節日特別路線798R（全程收費加至$13），但此後無再開辦節日特別路線。
- 2012年3月26日：平日早上由火炭（山尾街）開出之特快班次，離開將軍澳隧道後，改經寶順路、寶寧路、重華路、銀澳路、昭信路、寶邑路、翠嶺路及景嶺路返回調景嶺站，並加停寶順路及重華路厚德商場對出巴士站，開車時間由07:30、08:00、08:30改為07:25、07:55、08:25[9]。
- 2013年3月25日：逢星期一至五由調景嶺站於07:05-08:05時段由15分鐘增至12分鐘一班，另平日由火炭（山尾街）開出的特快班次提早頭班車至07:05。
- 2013年7月18日：加密逢星期六、日及公眾假期上午班次，往沙田方向加停銀澳路新寶城站[10]。
- 2015年11月30日：逢星期一至五（公眾假期除外）增設特別路線798A及798B[11][12]：
  - 798A線上午由康盛花園開往沙田站，下午由沙田市中心開往康盛花園，途經翠林邨，上下午各開出一班。
  - 798B線上午由日出康城開往沙田站，下午由沙田市中心開往日出康城，途經將軍澳市中心及坑口，上下午各開出一班。
- 2017年7月24日：延長服務時間[13]：
  - 調景嶺站尾班車延至23:00開出
  - 火炭頭班車逢星期一至六（公眾假期除外）提早至06:00開出，逢星期日及公眾假期則提早至07:00開出，每日尾班車延至00:00開出。
- 2018年1月15日：增設實時抵站時間查詢服務。[14]
- 2018年9月24日：加密逢星期一至五班次至每15分鐘一班
- 2019年1月20日，全程車費從$10加至$10.5。
- 2019年4月8日：798線提早星期一至五由調景嶺站開出的頭班車時間至05:45，並來回改經源禾路，不經大埔公路-沙田段，加停禾輋邨及瀝源邨兩站。用車方面，由同年5月19日起將增加12.8米車型行走。[15]
- 2020年8月24日：798A線更改將軍澳區內走線，來回程改經坑口，往沙田方向不再經欣景路、寶豐路及寶康路。同時798B線亦更改走線，跟E22A線相同走線出入將軍澳隧道公路至環保大道，不再繞經坑口。[16]
- 2020年9月5日：798線的沙田區總站延長至駿洋邨。[17]
  - 往火炭方向依原有路線駛至火炭路後，改經桂地街前往新總站，不再途經山尾街，並加停火炭路「松頭下路」站，不入火炭（山尾街）總站。
  - 往調景嶺站方向由新總站開出後，經桂地街、山尾街後返回原有路線。
  - 駿洋邨開出之尾班車延長至00:05。
- 2020年10月2日：往將軍澳方向加停將軍澳隧道巴士轉乘站，並增設八達通轉乘優惠。[18]
- 2021年4月4日：全程車費從$10.5加至$11.4。
- 2021年5月1日：往沙田方向加停將軍澳隧道巴士轉乘站，並增設八達通轉乘優惠。[19]
- 2021年6月7日：798線往火炭方向可於沙田站公共運輸交滙處上客；往將軍澳方向由駿洋邨開出後，經桂地街直接轉入火炭路；取消火炭（山尾街）巴士總站，改停火炭路「麵房街」站。[20]
- 2022年1月2日，全程車費從$11.4加至$11.7。
- 2022年10月3日：798P及798X投入服務。[21]
- 2023年6月18日，全程車費從$11.7加至$12.3。
- 2023年7月1日：因應新巴城巴合併，本線改由城巴經營。
- 2024年初，城巴挑選798線為15條「主幹線」之一，命名為「將沙線」[22]。
- 2024年11月4日：798B、798P、798X服務重組：
  - 798B取消，由798X取代。798X來回方向繞經日出康城總站；往將軍澳方向駛至將軍澳隧道公路後改經唐明街及唐俊街南行返回寶邑路東行及原有路線，取消寶邑路「寶盈花園」及「將軍澳站」站，改停唐明街「TKO Spot」及唐俊街「佛教志蓮小學」站，同時新增07:00由將軍澳工業邨開出及18:20由駿洋邨開出之班次。
  - 798P來回程繞經日出康城總站；往大圍方向改經沙田市中心總站，不停沙田站巴士總站、担杆莆街「沙田大會堂」站及美林巴士總站；往將軍澳方向駛至將軍澳隧道公路後改經唐明街及唐俊街南行返回寶邑路東行及原有路線，取消寶邑路「寶盈花園」及「將軍澳站」站，改停唐明街「TKO Spot」及唐俊街「佛教志蓮小學」站

## 服務時間及班次
798
| 調景嶺站開       | 調景嶺站開   | 調景嶺站開   | 火炭（駿洋邨）開 | 火炭（駿洋邨）開 | 火炭（駿洋邨）開 |
| 日期             | 服務時間     | 班次（分鐘） | 日期             | 服務時間         | 班次（分鐘）     |
| ---------------- | ------------ | ------------ | ---------------- | ---------------- | ---------------- |
| 星期一至五       | 05:45、06:00 | 05:45、06:00 | 星期一至五       | 06:00-06:30      | 30               |
| 星期一至五       | 06:12-06:45  | 11           | 星期一至五       | 06:30-07:50      | 20               |
| 星期一至五       | 06:45-08:05  | 10           | 星期一至五       | 07:50-09:30      | 25               |
| 星期一至五       | 08:05-09:20  | 15           | 星期一至五       | 09:50-17:35      | 15               |
| 星期一至五       | 09:20-10:00  | 20           | 星期一至五       | 17:35-18:50      | 12/13            |
| 星期一至五       | 10:00-18:00  | 15           | 星期一至五       | 18:50-19:50      | 15               |
| 星期一至五       | 18:00-23:00  | 20           | 星期一至五       | 19:50-21:30      | 20               |
|                  |              |              | 星期一至五       | 21:30-22:45      | 15               |
| 22:45-00:05      | 20           |              | 星期一至五       |                  |                  |
| 星期六           | 06:00-06:40  | 20           | 星期六           | 06:00、06:30     | 06:00、06:30     |
| 星期六           | 06:58        | 06:58        | 星期六           | 06:55-08:25      | 30               |
| 星期六           | 07:15-16:15  | 15           | 星期六           | 09:00            | 09:00            |
| 星期六           | 16:15-16:27  | 12           | 星期六           | 09:20-10:00      | 20               |
| 星期六           | 16:27-17:45  | 13           | 星期六           | 10:00-17:30      | 15               |
| 星期六           | 17:45-22:00  | 15           | 星期六           | 17:30-19:55      | 12-14            |
| 星期六           | 22:00-23:00  | 20           | 星期六           | 19:55-22:25      | 15               |
|                  |              |              | 星期六           | 22:25-00:05      | 20               |
| 星期日及公眾假期 | 06:00-08:00  | 20           | 星期日及公眾假期 | 07:00-09:00      | 30               |
| 星期日及公眾假期 | 08:00-22:00  | 15           | 星期日及公眾假期 | 09:00-10:00      | 20               |
| 星期日及公眾假期 | 22:00-23:00  | 20           | 星期日及公眾假期 | 10:00-17:30      | 15               |
|                  |              |              | 星期日及公眾假期 | 17:30-18:40      | 14               |
| 18:40-22:25      | 15           |              | 星期日及公眾假期 |                  |                  |
| 22:25-00:05      | 20           |              | 星期日及公眾假期 |                  |                  |

798A
- 星期一至五：
  - 康盛花園開：07:05
  - 沙田市中心開：18:15

798P
- 星期一至五：
  - 將軍澳工業邨開：08:15
  - 大圍站開：06:40

798X
- 星期一至五：
  - 將軍澳工業邨開：07:00、07:55
  - 火炭（駿洋邨）開：07:00、18:20

798A、798P及798X線逢星期六、日及公眾假期不設服務

## 收費
| 路線     | 全程收費 | 分段收費 |
| -------- | -------- | --- |
| 798(A/X) | $13.1    | - 過大老山隧道後往駿洋邨 (798(X))／沙田站(798A)：$6.7 - 將軍澳隧道轉車站往調景嶺站 (798)／康盛花園 (798A)／將軍澳工業邨 (798X)：$6.5 - 過將軍澳隧道後往調景嶺站 (798)／康盛花園 (798A)／將軍澳工業邨 (798X)：$6.0 |
| 798P     | $13.1    | - 過大老山隧道後往大圍站：$8.1 - 將軍澳隧道巴士轉乘站往將軍澳工業邨：$6.5 - 過將軍澳隧道後往將軍澳工業邨：$6.0 |

| - 本線設有12歲以下小童及65歲或以上長者半價優惠。 - 65歲或以上香港居民使用「樂悠咭」，以及12歲以下合資格殘疾兒童使用「殘疾人士身份」個人八達通繳付車資，均可享有每程$2.0或半價（以較低者為準）的票價優惠；12至64歲合資格殘疾人士使用「殘疾人士身份」個人八達通（包括「樂悠咭」），以及60至64歲香港居民使用「樂悠咭」繳付車資，均可享有每程$2.0或全費（以較低者為準）的票價優惠。 - 65歲或以上長者如使用長者或一般個人八達通繳付車資，則只可享有半價優惠；12至64歲合資格殘疾人士如不使用「殘疾人士身份」個人八達通，以及60至64歲人士如不使用「樂悠咭」繳付車資，必須繳付全費。 - 乘客可以現金或八達通於上車時付款，不設找續。 - 每位成人乘客可免費攜帶最多兩名4歲以下而不佔座位的兒童乘客乘車，超額之4歲以下小童必須繳付小童車費乘車。 - 九龍巴士、城巴及龍運巴士全職員工及家屬（不包括外判職員）可免費乘搭本路線，惟必須拍職員或職員家屬八達通。 - 乘客亦可使用AlipayHK「易乘碼」、支付寶、 WeChatHK／微信支付「搭車碼」、銀聯雲閃付「乘車碼」及BOC Pay「乘車碼」、具有感應式支付功能的VISA、Mastercard及銀聯卡，以及Apple Pay、Google Pay及Samsung Pay流動支付平台繳付車資。使用此支付方式的乘客可享有中途下車之分段收費，以及與其他城巴獨營路線或聯營線城巴班次之轉乘優惠，惟不適用於與非城巴路線之轉乘優惠。使用此支付方式的乘客亦不能享有「公共交通費用補貼計劃」及「長者及合資格殘疾人士公共交通票價優惠計劃」。 |

### 八達通轉乘優惠
乘客登上本線後指定時間內以同一張八達通卡轉乘以下路線，或從以下路線登車後指定時間內以同一張八達通卡轉乘本線，次程可獲車資折扣優惠：
798←→792M，次程可獲$1折扣優惠，轉乘時限為120分鐘
- 798往調景嶺站 → 792M往西貢
- 792M往將軍澳站 → 798往火炭

798←→796X，轉乘時限為120分鐘（798B服務時間以外方可使用此計劃）
- 798往調景嶺站 → 796X往將軍澳工業邨，次程可獲$1折扣優惠，祇適用於在沙田登車的乘客
- 796X往尖沙咀 → 798往火炭，次程可獲$5.3折扣優惠，祇適用於在將軍澳登車的乘客

798←→682系，轉乘時限為120分鐘
- 798往火炭 → 682往馬鞍山/柴灣，次程可獲$3.9折扣優惠，於大老山隧道收費廣場轉乘
- 682(A/B/P)往柴灣 → 798往調景嶺/火炭站，次程車資全免，於大老山隧道收費廣場轉乘，祇適用於在將軍澳登車的乘客

798←→690（798A服務時間以外方可使用此計劃）
- 798往火炭 → 690往中環，回贈首程車資，轉乘時限為60分鐘
- 690往康盛花園 → 798往調景嶺站，次程車資全免，轉乘時限為120分鐘，祇適用於港島登車的乘客

798←→A29
- 798往火炭 → A29往機場，回贈首程車資，轉乘時限為120分鐘
- A29往寶琳 → 798往調景嶺站，次程車資全免，轉乘時限為150分鐘，祇適用於機場登車的乘客

## 使用車輛
本線開辦初期以丹尼士飛鏢SLF（2022-2094）加上丹尼士三叉戟三型10.3米（3301-3360）、10.6米（1601-1662）和11.3米（1401-1430）為主力，之後因客量上升而逐步換上丹尼士三叉戟三型12米（1001-1190、3001-3062、1210-1221）及富豪超級奧林比安（5001-5103）為主力，其他較舊的車款亦曾經在本線服役。(前述車輛已全數退役)
隨著新巴將軍澳車廠永久新址於2013年2月1日起啟用，由於新廠設有AdBlue設備，由2013年3月起，新巴開始派出配置歐盟四型／五型引擎的亞歷山大丹尼士Enviro 500（5500-5582）行走本線，進一步加強本線的服務。
2015年底政府實施市區專營巴士低排放區政策，使不途經低排放區的本線曾一度經常使用車齡較高的丹尼士三叉戟三型12米雙層空調巴士 (已全數退役)。
2019年4月，本線獲准使用12.8米巴士行走。
時至今日，富豪B9TL 12米（52XX）、亞歷山大丹尼士Enviro 50012米（5500-5582）／亞歷山大丹尼士Enviro 500MMC 12／12.8米（5583-5851，6100-6209，5600除外）為本線主力。
本路線早上部分班次為680、682及694號線之柯打車，而本路線早上也有車輛需要柯打694號線。另外，星期一至五下午繁忙時間本路線會從796X線抽調車輛支援，星期一至五晚上本路線會有車輛轉行694號線以方便收車返回創富道車廠。

## 行車路線
798
調景嶺站開經：景嶺路、唐明街、唐俊街、寶邑路、昭信路、銀澳路、培成路、常寧路、寶寧路、寶琳北路、佳景路、欣景路、寶豐路、寶康路、將軍澳隧道公路、將軍澳隧道、將軍澳道、觀塘繞道、大老山隧道、大老山公路、沙瀝公路、沙田圍路、沙田鄉事會路、沙田車站圍、沙田站公共運輸交匯處、沙田車站圍、沙田鄉事會路、源禾路、火炭路及桂地街。
火炭（駿洋邨）開經：桂地街、火炭路、源禾路、沙田鄉事會路、支路、沙田市中心巴士總站、沙田正街、橫壆街、源禾路、沙田鄉事會路、沙田圍路、沙瀝公路、大老山隧道、觀塘繞道、將軍澳道、將軍澳隧道、將軍澳隧道公路、寶順路、寶康路、寶豐路、欣景路、佳景路、寶琳北路、寶寧路、常寧路、重華路、培成路、銀澳路、昭信路、寶邑路、唐俊街、唐明街、寶順路、翠嶺路及景嶺路。
798A
康盛花園開經：林盛路、寶琳北路、寶寧路、常寧路、重華路、培成路、常寧路、寶寧路、寶順路、將軍澳隧道公路、將軍澳隧道、將軍澳道、觀塘繞道、大老山隧道、沙瀝公路、沙田圍路、沙田鄉事會路及沙田車站圍。
沙田市中心開經：沙田正街、橫壆街、源禾路、沙田鄉事會路、沙田圍路、沙瀝公路、大老山隧道、觀塘繞道、將軍澳道、將軍澳隧道、將軍澳隧道公路、寶順路、寶寧路、常寧路、重華路、培成路、常寧路、寶寧路、寶琳北路、佳景路、欣景路、寶豐路、寶琳北路及林盛路。
798P
將軍澳工業邨開經：駿宏街、環保大道、康城路、康城站公共運輸交匯處、康城路、環保大道、蓬萊徑、蓬萊路、環保大道、寶順路、唐明街、唐俊街、寶邑路、環保大道、將軍澳隧道公路、將軍澳隧道、將軍澳道、觀塘繞道、大老山隧道、大老山公路、沙瀝公路、沙田圍路、沙田鄉事會路、支路、沙田市中心巴士總站、沙田正街、白鶴汀街、沙田正街、大埔公路－大圍段、大圍道、美田路、美輝街、香粉寮街、美田路、迴旋處、美田路及車公廟路。
大圍站開經：美田路、迴旋處、美田路、美輝街、香粉寮街、美田路、迴旋處、美田路、美林邨通道、美林巴士總站、美田路、青沙公路、城門隧道公路、大埔公路－沙田段、沙田鄉事會路、支路、沙田市中心巴士總站、沙田正街、橫壆街、源禾路、沙田鄉事會路、沙田圍路、沙瀝公路、大老山公路、大老山隧道、觀塘繞道、將軍澳道、將軍澳隧道、將軍澳隧道公路、寶順路、唐明街、唐俊街、寶邑路、環保大道、康城路、康城站公共運輸交匯處、康城路、環保大道及駿日街。
798X
將軍澳工業邨開經：駿宏街、環保大道、康城路、康城站公共運輸交匯處、康城路、環保大道、蓬萊徑、蓬萊路、環保大道、寶順路、唐明街、唐俊街、寶邑路、環保大道、將軍澳隧道公路、將軍澳隧道、將軍澳道、觀塘繞道、大老山隧道、大老山公路、沙瀝公路、沙田圍路、沙田鄉事會路、沙田車站圍、沙田站公共運輸交匯處、沙田車站圍、沙田鄉事會路、源禾路、火炭路及桂地街。
火炭（駿洋邨）開經：桂地街、火炭路、源禾路、沙田鄉事會路、支路、沙田市中心巴士總站、沙田正街、橫壆街、源禾路、沙田鄉事會路、沙田圍路、沙瀝公路、大老山公路、大老山隧道、觀塘繞道、將軍澳道、將軍澳隧道、將軍澳隧道公路、寶順路、唐明街、唐俊街、寶邑路、環保大道、康城路、康城站公共運輸交匯處、康城路、環保大道及駿日街。

### 沿線車站
798
| 調景嶺站開 | 調景嶺站開           | 調景嶺站開             | 火炭（駿洋邨）開 | 火炭（駿洋邨）開     | 火炭（駿洋邨）開       |
| 序號       | 車站名稱             | 位置                   | 序號             | 車站名稱             | 位置                   |
| ---------- | -------------------- | ---------------------- | ---------------- | -------------------- | ---------------------- |
| 1          | 調景嶺站             | 調景嶺站公共運輸交匯處 | 1                | 駿洋邨               | 駿洋邨公共運輸交匯處   |
| 2          | TKO Spot             | 唐明街                 | 2                | 麵房街               | 火炭路                 |
| 3          | 將軍澳廣場           | 寶邑路                 | 3                | 火炭村               | 火炭路                 |
| 4          | 新寶城               | 銀澳路                 | 4                | 禾輋邨               | 源禾路                 |
| 5          | 南豐廣場             | 培成路                 | 5                | 瀝源邨               | 源禾路                 |
| 6          | 厚德邨               | 寶寧路                 | 6                | 沙田市中心           | 沙田市中心巴士總站     |
| 7          | 景林邨               | 寶琳北路               | 7                | 田園閣               | 沙田圍路               |
| 8          | 欣景路               | 欣景路                 | 8                | 大老山隧道巴士轉乘站 | 大老山公路             |
| 9          | 梁潔華小學           | 寶豐路                 | 9                | 將軍澳隧道巴士轉乘站 | 將軍澳隧道             |
| 10         | 茵怡花園             | 寶康路                 | 10               | 茵怡花園             | 寶康路                 |
| 11         | 寶康公園             | 寶康路                 | 11               | 寶林邨寶儉樓         | 寶豐路                 |
| 12         | 將軍澳隧道巴士轉乘站 | 將軍澳隧道             | 12               | 欣明苑               | 欣景路                 |
| 13         | 大老山隧道巴士轉乘站 | 大老山公路             | 13               | 景林邨               | 寶琳北路               |
| 14         | 田園閣               | 沙田圍路               | 14               | 厚德邨               | 寶寧路                 |
| 15         | 沙田站               | 沙田站公共運輸交匯處   | 15               | 重華路               | 重華路                 |
| 16         | 瀝源邨               | 源禾路                 | 16               | 煜明苑               | 銀澳路                 |
| 17         | 禾輋邨               | 源禾路                 | 17               | 寶盈花園             | 寶邑路                 |
| 18         | 火炭村               | 火炭路                 | 18               | 唐明街公園           | 唐明街                 |
| 19         | 松頭下路             | 火炭路                 | 19               | 調景嶺站             | 調景嶺站公共運輸交匯處 |
| 20         | 駿洋邨               | 駿洋邨公共運輸交匯處   |                  |                      |                        |

798A
| 康盛花園開 | 康盛花園開           | 康盛花園開           | 沙田市中心開 | 沙田市中心開         | 沙田市中心開       |
| 序號       | 車站名稱             | 位置                 | 序號         | 車站名稱             | 位置               |
| ---------- | -------------------- | -------------------- | ------------ | -------------------- | ------------------ |
| 1          | 康盛花園             | 康盛花園巴士總站     | 1            | 沙田市中心           | 沙田市中心巴士總站 |
| 2          | 康盛花園             | 寶琳北路             | 2            | 田園閣               | 沙田圍路           |
| 3          | 翠林邨               | 寶琳北路             | 3            | 大老山隧道巴士轉乘站 | 大老山公路         |
| 4          | 寶琳消防局           | 寶琳北路             | 4            | 將軍澳隧道巴士轉乘站 | 將軍澳隧道         |
| 5          | 英明苑               | 寶琳北路             | 5            | 景林邨景榕樓         | 寶順路             |
| 6          | 將軍澳賽馬會診所     | 寶琳北路             | 6            | 厚德邨               | 寶寧路             |
| 7          | 景林邨               | 寶琳北路             | 7            | 重華路               | 重華路             |
| 8          | 重華路               | 重華路               | 8            | 南豐廣場             | 培成路             |
| 9          | 南豐廣場             | 培成路               | 9            | 景林邨               | 寶琳北路           |
| 10         | 厚德邨               | 寶寧路               | 10           | 欣景路               | 欣景路             |
| 11         | 頌明苑               | 寶順路               | 11           | 英明苑               | 寶琳北路           |
| 12         | 將軍澳隧道巴士轉乘站 | 將軍澳隧道           | 12           | 寶林邨寶仁樓         | 寶琳北路           |
| 13         | 大老山隧道巴士轉乘站 | 大老山公路           | 13           | 翠林邨               | 寶琳北路           |
| 14         | 田園閣               | 沙田圍路             | 14           | 康盛花園             | 康盛花園巴士總站   |
| 15         | 沙田站               | 沙田站公共運輸交匯處 |              |                      |                    |

798P
| 將軍澳工業邨開 | 將軍澳工業邨開       | 將軍澳工業邨開             | 大圍站開 | 大圍站開             | 大圍站開                   |
| 序號           | 車站名稱             | 位置                       | 序號     | 車站名稱             | 位置                       |
| -------------- | -------------------- | -------------------------- | -------- | -------------------- | -------------------------- |
| 1              | 將軍澳工業邨         | 將軍澳工業邨公共運輸交匯處 | 1        | 大圍站               | 大圍站公共運輸交匯處       |
| 2              | 駿宏街               | 駿宏街                     | 2        | 海福花園             | 美田路                     |
| 3              | 駿昌街               | 環保大道                   | 3        | 美輝街               | 美輝街                     |
| 4              | 日出康城領都         | 環保大道                   | 4        | 美松苑               | 美田路                     |
| 5              | 日出康城首都         | 環保大道                   | 5        | 美林邨美槐樓         | 美田路                     |
| 6              | 日出康城             | 康城站公共運輸交匯處       | 6        | 美城苑               | 美田路                     |
| 7              | 邵氏影城             | 環保大道                   | 7        | 美林邨               | 美林巴士總站               |
| 8              | 清水灣半島           | 蓬萊路                     | 8        | 沙田市中心           | 沙田市中心巴士總站         |
| 9              | TKO Spot             | 唐明街                     | 9        | 田園閣               | 沙田圍路                   |
| 10             | 佛教志蓮小學         | 唐俊街                     | 10       | 大老山隧道巴士轉乘站 | 大老山公路                 |
| 11             | 將軍澳廣場           | 寶邑路                     | 11       | 將軍澳隧道巴士轉乘站 | 將軍澳隧道                 |
| 12             | 將軍澳隧道巴士轉乘站 | 將軍澳隧道                 | 12       | TKO Spot             | 唐明街                     |
| 13             | 大老山隧道巴士轉乘站 | 大老山公路                 | 13       | 佛教志蓮小學         | 唐俊街                     |
| 14             | 田園閣               | 沙田圍路                   | 14       | 將軍澳廣場           | 寶邑路                     |
| 15             | 沙田市中心           | 沙田市中心巴士總站         | 15       | 蓬萊路               | 環保大道                   |
| 16             | 帝都酒店             | 白鶴汀街                   | 16       | 邵氏影城             | 環保大道                   |
| 17             | 銅鑼灣村             | 大埔公路–大圍段            | 17       | 日出康城             | 康城站公共運輸交匯處       |
| 18             | 美林邨               | 大埔公路–大圍段            | 18       | 峻瀅                 | 環保大道                   |
| 19             | 美輝街               | 美輝街                     | 19       | MEGA Plus 數據中心   | 環保大道                   |
| 20             | 美松苑               | 美田路                     | 20       | 數據技術中心         | 駿日街                     |
| 21             | 美林邨美槐樓         | 美田路                     | 21       | 先進製造業中心       | 駿日街                     |
| 22             | 美城苑               | 美田路                     | 22       | 將軍澳工業邨         | 將軍澳工業邨公共運輸交匯處 |
| 23             | 大圍街市             | 美田路                     |          |                      |                            |
| 24             | 大圍站               | 大圍站公共運輸交匯處       |          |                      |                            |

798X
| 將軍澳工業邨開 | 將軍澳工業邨開       | 將軍澳工業邨開             | 火炭（駿洋邨）開 | 火炭（駿洋邨）開     | 火炭（駿洋邨）開           |
| 序號           | 車站名稱             | 位置                       | 序號             | 車站名稱             | 位置                       |
| -------------- | -------------------- | -------------------------- | ---------------- | -------------------- | -------------------------- |
| 1              | 將軍澳工業邨         | 將軍澳工業邨公共運輸交匯處 | 1                | 駿洋邨               | 駿洋邨公共運輸交匯處       |
| 2              | 駿宏街               | 駿宏街                     | 2                | 麵房街               | 火炭路                     |
| 3              | 駿昌街               | 環保大道                   | 3                | 火炭村               | 火炭路                     |
| 4              | 日出康城領都         | 環保大道                   | 4                | 禾輋邨               | 源禾路                     |
| 5              | 日出康城首都         | 環保大道                   | 5                | 瀝源邨               | 源禾路                     |
| 6              | 日出康城             | 康城站公共運輸交匯處       | 6                | 沙田市中心           | 沙田市中心巴士總站         |
| 7              | 邵氏影城             | 環保大道                   | 7                | 田園閣               | 沙田圍路                   |
| 8              | 清水灣半島           | 蓬萊路                     | 8                | 大老山隧道巴士轉乘站 | 大老山公路                 |
| 9              | TKO Spot             | 唐明街                     | 9                | 將軍澳隧道巴士轉乘站 | 將軍澳隧道                 |
| 10             | 佛教志蓮小學         | 唐俊街                     | 10               | TKO Spot             | 唐明街                     |
| 11             | 將軍澳廣場           | 寶邑路                     | 11               | 佛教志蓮小學         | 唐俊街                     |
| 12             | 將軍澳隧道巴士轉乘站 | 將軍澳隧道                 | 12               | 將軍澳廣場           | 寶邑路                     |
| 13             | 大老山隧道巴士轉乘站 | 大老山公路                 | 13               | 蓬萊路               | 環保大道                   |
| 14             | 田園閣               | 沙田圍路                   | 14               | 邵氏影城             | 環保大道                   |
| 15             | 沙田站               | 沙田站公共運輸交匯處       | 15               | 日出康城             | 康城站公共運輸交匯處       |
| 16             | 瀝源邨               | 源禾路                     | 16               | 峻瀅                 | 環保大道                   |
| 17             | 禾輋邨               | 源禾路                     | 17               | MEGA Plus 數據中心   | 環保大道                   |
| 18             | 火炭村               | 火炭路                     | 18               | 數據技術中心         | 駿日街                     |
| 19             | 松頭下路             | 火炭路                     | 19               | 先進製造業中心       | 駿日街                     |
| 20             | 駿洋邨               | 駿洋邨公共運輸交匯處       | 20               | 將軍澳工業邨         | 將軍澳工業邨公共運輸交匯處 |

## 使用狀況

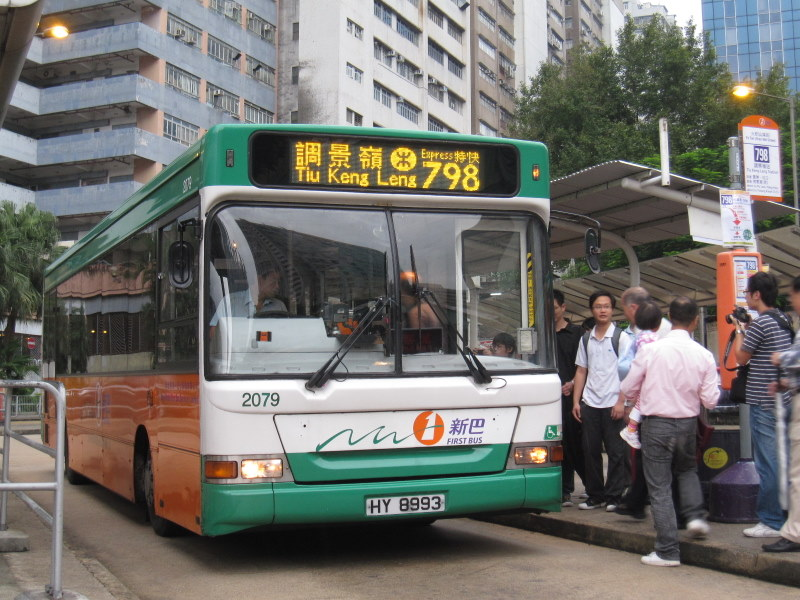
新巴798號線火炭（山尾街）首航巴士：丹尼士飛鏢SLF（2079／HY8993）

由於此線定線直接，特快來往將軍澳及沙田人流最集中的地方，深受將軍澳及沙田居民歡迎，成功吸引不少港鐵乘客轉乘此線，由開線初期的每日1000人次急升至現時日均7000人次使用率，預期載客量仍會繼續上升。除了通勤需求外，不少乘客利用此線到沙田站接駁東鐵綫往馬料水、大埔區及北區，亦有部分乘客於大老山隧道使用轉乘優惠轉搭682線往馬鞍山新市鎮方向；另外，逢沙田賽馬日當日亦會有不少居住在將軍澳的馬迷乘搭此線來往火炭村（步行來往沙田馬場），而不選搭收費較高昂之九龍巴士893線。此線亦成為寶林往坑口、將軍澳市中心和調景嶺的另一交通選擇，吸引部份乘客乘搭。現時本路線是新巴/城巴在將軍澳區盈利最高的路線，成為區內線王之一。
值得一提，此線開辦第一天已經出現全車爆滿的情況，是全新開辦的全日巴士路線中少有的。惟當時行走本路線的巴士為原796B線的單層巴士，可見此線的客量比新巴初期的估算更高。後來，此線於星期六及假日改以雙層巴士行走，並於2010年12月提升至全線雙層巴士行走，但載客率仍然非常高，即使在非繁忙時間，抵達寶琳時也很多時已經滿「窗口位」。為配合龐大的客量需求，新巴於2015年開辦輔助路線798A及798B線以擴展覆蓋範圍，並於2020年修改兩線於將軍澳區內的走線。
根據新巴資料顯示，798A線加經坑口後客量由35%提升至40%；而798B線改道不再途經坑口後，客量由25%下跌至20%。 本線隨著駿洋邨陸續入伙，於2020年延長至駿洋邨；並於新啟用鄰近興田及秀茂坪的將軍澳隧道轉車站設站，為該區居民提供沙田特快來往秀茂坪的服務，預期此線需求將會繼續上升。
另一方面，本線於2021年6月往火炭方向獲准於途經的沙田站載客後，亦為路線提供更多的客源。
2024年，798B、798P、798X最繁忙一小時載客率分別為20%；39%；40%

## 路線紀錄
798線投入服務後，創下多項紀錄：
1. 將軍澳首條來往沙田區的全日專營巴士路線（2000年2月26日投入服務的九龍巴士893線是首條由沙田區開往將軍澳的專營巴士路線，不過只屬沙田馬場特別路線，並只限單向由沙田區開往將軍澳）。
2. 新巴首條服務沙田區及大老山隧道的非過海路線，也曾經是新巴唯一一條服務沙田區及大老山隧道的全日非過海路線，以及新巴首條直達沙田市中心及火炭的專營巴士路線；繼682(P)線後新巴第3條服務沙田區的獨營專營巴士路線，並與682線並列為新巴僅有的兩條曾經服務沙田區及大老山隧道的獨營全日巴士路線，亦令新巴站牌首次出現於沙田市中心及火炭；城巴接辦後，成為城巴首條以沙田區為總站的全日專營非過海路線，並與682線並列為城巴首兩條以沙田區為總站的獨營全日專營巴士路線。
3. 沙田區及大老山隧道首條700系列編號專營巴士路線。
4. 將軍澳首條以新界區為對外總站，但並不來往離島區的全日專營巴士路線，同時亦是新巴將軍澳九龍專線首條以新界區為對外總站的路線。
5. 新巴、大老山隧道及觀塘繞道首條兩邊總站均在新界區，須途經九龍區快速公路的全日專營巴士路線；繼九龍巴士893線後大老山隧道及觀塘繞道第2條兩邊總站均在新界區，須途經九龍區快速公路的專營巴士路線；城巴接辦後，成為城巴首條兩邊總站均在新界區，須途經九龍區，但並不來往離島區的全日專營巴士路線。
6. 新巴首條須途經兩條收費行車隧道（大老山隧道及將軍澳隧道）的專營非過海巴士路線，亦是繼九龍巴士893線及九龍巴士269D線後，第3條同類型的專營巴士路線，但是自2022年12月11日起將軍澳隧道豁免收費後，本路線系列不再途經兩條收費行車隧道，此紀錄因而成為歷史。
7. 新巴首條服務寶林的非過海路線，亦是繼694線後，新巴第2條服務該區的獨營路線，以及繼796線（已取消）和792M線後新巴第3條服務坑口的全日常規非過海路線；城巴接辦後，成為城巴首條服務寶林，但並不來往離島區的全日專營非過海路線，並與792M線並列為城巴首兩條服務坑口，但並不來往離島區的全日專營非過海路線。
8. 全程行車里數為26.5公里（往駿洋邨）及27.4公里（往調景嶺站），打破796C線（已取消）全程行車里數22.5公里的紀錄，成為新巴普通班次全程行車里數最長的全日常規非過海路線。
9. 取代797M線，成為全港編號最大的全日專營非過海巴士路線。
10. 繼香港仔專線小巴公司（進智公交前身）營辦的新界專線小巴806M線於2003年2月15日停辦後，大老山隧道首條來往火炭的公共交通路線。
11. 繼九龍巴士80X線後，第2條來回程行經沙瀝公路的全日專營巴士路線。
12. 首條提供聯營過海路線轉乘優惠的新巴將軍澳非過海路線，是為配合692線於2013年11月30日停辦，本線由當日起增設與690線的八達通轉乘優惠。
13. 自2019年4月8日來回程改經源禾路後，新巴首條服務瀝源邨及禾輋邨的巴士路線，亦令新巴站牌曾經出現於這兩個屋邨；城巴接辦後，成為城巴首條服務瀝源邨及禾輋邨的全日專營巴士路線。
14. 輔助路線798A是新巴唯一一條曾經服務翠林邨及康盛花園的巴士路線，亦令新巴站牌曾經出現於這兩個屋苑；城巴接辦後，成為城巴首條服務翠林邨及康盛花園，但並不來往離島區的專營非過海路線。
15. 輔助路線798P是新巴唯一一條曾經服務大圍的獨營路線和非過海路線，亦令新巴站牌曾經出現於大圍；城巴接辦後，成為繼B8線後城巴第2條服務大圍的專營非過海路線。